# Sistema Chiapaneco de Radio y Televisión
El Sistema Chiapaneco de Radio, Televisión y Cinematografía o SCHRTyC es el organismo público y estatal de radio, televisión y cinematografía de Chiapas, México. Está integrado por 11 radiodifusoras y 1 canal de televisión. Produce y transmite programas de contenido educativo, cultural y social en español, tseltal, tsotsil, chol, tojolabal y zoque.
Conforme a su carácter de servicio público, el Sistema Chiapaneco de Radio, Televisión y Cinematografía debe entre otros objetivos:
1. Diseñar y producir programas de radio y televisión, con calidad en su contenido y transmisión, dirigidos especialmente a los niños, jóvenes, mujeres, personas de la tercera edad y pueblos indígenas.
2. Fomentar la pluralidad, apertura y libertad de expresión mediante un ejercicio informativo responsable.
3. Promover y difundir los programas gubernamentales que coadyuven al desarrollo social y económico de la ciudadanía chiapaneca.
4. Atender al total de la audiencia chiapaneca mediante la ampliación de su cobertura y la modernización de su infraestructura de radio y televisión.
5. Promover la producción de obras cinematográficas, televisivas y de difusión, nacionales y extranjeras, que tengan como escenario las diversas locaciones de Chiapas.

## Antecedentes
El 3 de noviembre de 1973 transmite por primera vez XERA-AM, Radio Comunidad Indígena, hoy Radio Uno, desde San Cristóbal de Las Casas. Fundada para dirigirse de manera primordial a las comunidades indígenas de la región sus contenidos se divulgarán en las lenguas tseltal, tsotsil, chol, y tojolabal.
En 1981, durante el gobierno de Juan Sabines Gutiérrez se crea la Productora de Televisión de Chiapas, TRM Canal 2, antecedente directo del Canal 10.
Estos dos hechos marcan el nacimiento de la radio y televisión pública y gubernamental al servicio de las comunidades del estado de Chiapas.
En 1988 Productora de Televisión de Chiapas TRM Canal 2 se convierte en el Sistema Chiapaneco de Televisión. Y en 1991 se crea la paraestatal Red Radio Chiapas, S.A. de C.V. que incluye a las radiodifusoras de amplitud modulada del Gobierno del Estado.
A partir de la década de 1990 iniciarán transmisiones nuevas radiodifusoras y se instalarán nuevas repetidoras de televisión que al paso de los años darán forma a lo que después será el Sistema Chiapaneco de Radio y Televisión.

## Historia
El 9 de marzo de 2001, mediante decreto publicado en el Periódico Oficial n.º 24 Publicación Tomo II se crea el Sistema Chiapaneco de Radio y Televisión, organismo público descentralizado del Gobierno del Estado de Chiapas. A partir de esta fecha el Sistema Chiapaneco de Radio y Televisión operará 10 estaciones de radio y 1 canal de televisión.
En el 2005, en Tuxtla Gutiérrez se inauguran las nuevas instalaciones del Sistema Chiapaneco de Radio y Televisión que albergan los estudios de televisión y radio, así como cabinas de producción, fonoteca, videoteca, salas de noticias y oficinas administrativas.
El 31 de diciembre de 2008 se publica en el Periódico Oficial n.º 135-3.ª Sección el decreto que reforma la denominación y los objetivo creándose el Sistema Chiapaneco de Radio, Televisión y Cinematografía.

## Radio
La señal de las 11 radiodifusoras del Sistema Chiapaneco de Radio, Televisión y Cinematografía cubre el 75% del estado de Chiapas.
El perfil de cada una de la radiodifusoras es informativo, educativo, cultural y de entretenimiento.
Los contenidos son transmitidos en español, chol, tseltal, tsotsil, tojolabal y zoque.

### Estaciones
- XERA-AM Radio Uno, 760 kHz en San Cristóbal de Las Casas.
- XEPLE-AM Radio Palenque, 1040 kHz en Palenque.
- XEOCH-AM K´in Radio, 600 kHz en Ocosingo.
- XHTGU-FM Radio Chiapas, 93.9 MHz en Tuxtla Gutiérrez.
- XHTCH-FM Océano FM, 102.7 MHz en Tapachula.
- XHNAL-FM Digital 89, 89.5 MHz en Tonalá.
- XETEC-AM Radio Tecpatán, 1140 kHz en Tecpatán.
- XHSDM-FM La Voz de la Selva, 95.7 MHz en Santo Domingo, Ocosingo.
- XHCTN-FM Brisas de Montebello, 89.9 MHz en La Trinitaria.
- XHPIC-FM, Frecuencia V Norte, 102.1 MHz en Pichucalco.
- XHSIL-FM,  Radio Siltepec,  99.9 MHZ en Siltepec.

## Televisión
Después de la creación en 1981 de la Productora de Televisión de Chiapas, TRM Canal 2, en 1983 inicia transmisiones el noticiario Chiapas Hoy, que a lo largo de cinco años, alternará sus emisiones a través de los canales 7 y 13 de Imevisión. En 1988 la Productora de Televisión de Chiapas TRM Canal 2 se convierte en el Sistema Chiapaneco de Televisión.
El 15 de septiembre de 1993 con un pequeño transmisor de 100 watts inicia oficialmente la transmisión del Canal 10 XHTTG. El 20 de noviembre el nuevo Canal 10 estrena infraestructura de soporte y tecnología de punta y aumenta su potencia a 5,000 watts. La televisora es instalada oficialmente en la capital Tuxtla Gutiérrez. Ese mismo año se instalan sendas repetidoras en San Cristóbal de Las Casas XHSTC-TV Canal 9 con 2000 watts de potencia y en Tapachula XHTAA-TV Canal 2 con 10,000 watts de potencia. En ese entonces el Sistema Chiapaneco de Televisión pasa a formar parte de la Red Radio Chiapas.
En 1998 se amplía la señal del Canal 10 con la puesta en funcionamiento de dos nuevas repetidoras: XHLCA-Canal 9 con 100 watts de potencia en Cintalapa; y XHITC-Canal 33, con 100 watts de potencia en Comitán. En 2002 se instalan dos nuevas repetidoras, XHOLQ-Canal 3 de Palenque, con 1,000 watts de potencia y XHITC-Canal 4 de Motozintla, con 100 watts. En 2003 se instalan seis nuevas repetidoras: XHITC-Canal 10 con 100 watts en La Grandeza; XHITC-Canal 10 con 100 watts en Frontera Comalapa; XHITC-Canal 10 con 500 watts en Lacanjá Chansayab;  XHSBB-Canal 9 con 500 watts en Yajalón; XHSBB-Canal 13 con 100 watts en Altamirano; y XHPCH-Canal 10 con 5,000 watts de potencia en Pichucalco. En 2007 se instalan tres nuevas repetidoras del Canal 10 en los municipios de Ocosingo, Solosuchiapa y Pueblo Nuevo Solistahuacán.
En 2009 el Canal 10 renueva su imagen, programación y cambia su nombre para ser identificado como TV10 Chiapas.
En el año 2013 se le denominó Canal 10 Chiapas y hasta la actualidad transmite en señal abierta con 40 repetidoras y cubre el 55 por ciento del estado de Chiapas.

### Programación
Acorde a su carácter de servicio público y a su compromiso con la función social de los medios. Canal 10 Chiapas transmite una programación que incluye espacios de equidad de género, estimulación y desarrollo infantil, atención ciudadana, salud pública, cuidado del medio ambiente, impulso agropecuario, orientación educativa, atención a la tercera edad, y análisis de sucesos políticos y sociales, entre otros.

## Cinematografía
En cumplimiento de sus nuevas atribuciones, el Sistema Chiapaneco de Radio, Televisión y Cinematografía promueve la producción de obras cinematográficas y televisivas en locaciones del estado de Chiapas.
La gestión del Gobierno del Estado de Chiapas ha dado como resultado que en fechas recientes las siguientes películas y telenovelas nacionales se grabaran en escenarios del estado:
- El libro de piedra (2009) película dirigida por Julio César Estrada, con locaciones en Cintalapa y San Cristóbal de Las Casas.
- La telenovela Mi pecado (2009) del productor Juan Osorio, transmitida por el Canal de las Estrellas, de Televisa, con locaciones en San Cristóbal de Las Casas, el Cañón del Sumidero, las Lagunas de Montebello, las Cascadas de Agua Azul y de El Chiflón.
- Pasión Morena (2009) telenovela producida por Rita Fusaro y Claudio Meilán, realizada por TV Azteca y transmitida por el Canal 13. La zona arqueológica de Palenque, las Cascadas de Agua Azul, Agua Clara, Misol-Ha, San Cristóbal de las Casas, Huixtán y Las Nubes son los ambientes naturales donde tiene lugar la historia.